# Röhrnbach
Röhrnbach est une commune de Bavière (Allemagne), située dans l'arrondissement de Freyung-Grafenau, dans le district de Basse-Bavière.

## Personnalités
- Erich Garhammer (1951-), prêtre et théologien catholique, est né à Ulrichsreuth, aujourd'hui partie de la commune de Röhrnbach.